# Tropaeolum orinocense
Tropaeolum orinocense är en krasseväxtart som beskrevs av Paul Edward Berry. Tropaeolum orinocense ingår i släktet krassar, och familjen krasseväxter. Inga underarter finns listade i Catalogue of Life.